# Richard Noel Richards
Richard Noel Richards, detto Dick (Key West, 24 agosto 1946), è un ex astronauta statunitense. Ha partecipato alle missioni spaziali Shuttle STS-28, STS-41, STS-50 e STS-64, una come pilota e tre come comandante.